# Actinodendron arboreum
Actinodendron arboreum är en havsanemonart som först beskrevs av Jean René Constant Quoy och Joseph Paul Gaimard 1833.  Actinodendron arboreum ingår i släktet Actinodendron och familjen Actinodendronidae. Inga underarter finns listade i Catalogue of Life.

## Bildgalleri

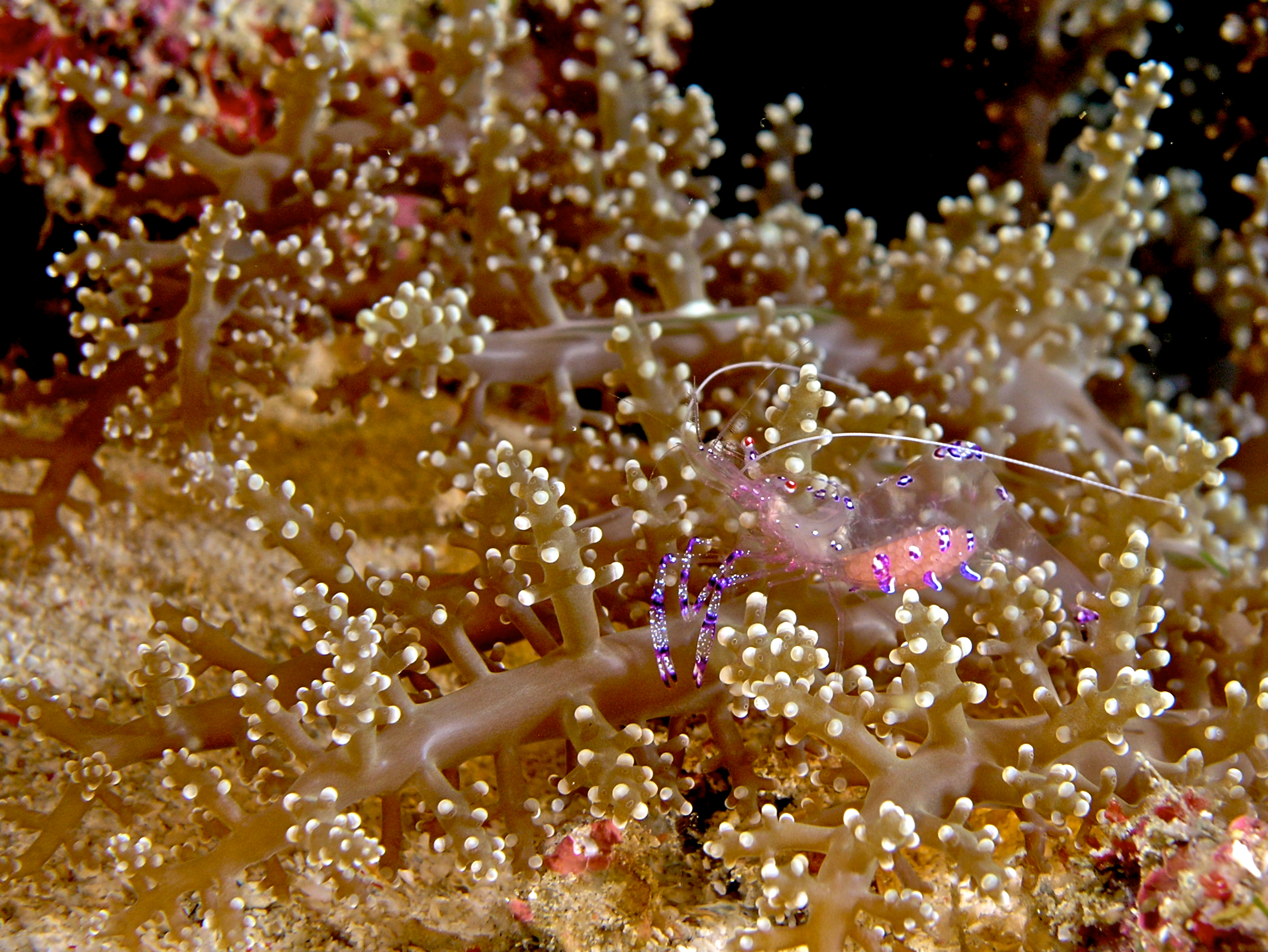